# Kristian Thorstvedt
Kristian Thorstvedt (Stavanger, 13 marzo 1999) è un calciatore norvegese, centrocampista del Sassuolo e della nazionale norvegese.

## Biografia
È il figlio di Erik Thorstvedt, anch'egli calciatore.

## Caratteristiche tecniche
Regista arretrato, mezzala o trequartista, fa della duttilità uno dei suoi punti di forza. Dotato di un calcio eccellente, personalità e con ottima visione di gioco, è capace di dettare i tempi di gioco della squadra e di servire puntualmente i compagni anche con lanci lunghi.

## Carriera

### Club
Thorstvedt ha giocato nelle giovanili del Viking, per poi entrare in quelle dello Stabæk. Il 1º febbraio 2018 ha fatto ritorno al Viking, per giocare in prima squadra: si è legato alla squadra con un contratto valido per il successivo anno e mezzo. Ha esordito in 1. divisjon in data 10 aprile, subentrando a Jordan Hallam nella sconfitta casalinga per 0-2 contro il Mjøndalen. Il 22 aprile 2018 ha trovato la prima rete, nel 4-0 casalingo inflitto all'Åsane. Al termine della stagione, il Viking ha centrato la promozione in Eliteserien.
Il 31 marzo 2019 ha pertanto debuttato nella massima divisione locale, nella vittoria per 2-0 sul Kristiansund. Il 7 aprile è arrivato il primo gol in questa divisione, attraverso cui ha contribuito alla vittoria per 0-2 sul campo del Tromsø.
Il 12 luglio 2022 viene acquistato dal Sassuolo. L'8 agosto esordisce con i neroverdi nella sfida di Coppa Italia persa per 3-2 col Modena, e sette giorni dopo anche in Serie A nella trasferta persa per 3-0 in casa della Juventus. Il 2 ottobre 2022 segna la prima rete in Serie A, firmando la terza delle cinque reti con cui il Sassuolo si impone sulla Salernitana (5-0). Il 10 novembre 2023, ancora contro i campani, realizza la sua prima doppietta in Serie A, decisiva per rimontare il doppio svantaggio casalingo (2-2). Al termine di una stagione tutto sommato positiva in cui segna 6 gol i neroverdi retrocedono in serie B. Confermato tra i cadetti, il 27 agosto 2024 segna la sua prima rete in serie B, firmando il momentaneo vantaggio in casa del Bari, partita conclusa sull'1-1.

### Nazionale
Thorstvedt ha rappresentato la Norvegia a livello Under-19, Under-20 e Under-21. Con la compagine Under-20 ha partecipato al mondiale 2019, in cui la Norvegia è stata eliminata al termine della fase a gironi.

## Statistiche

### Presenze e reti nei club
Statistiche aggiornate all'8 febbraio 2025.
| Stagione        | Club            | Campionato      | Campionato | Campionato | Coppe nazionali | Coppe nazionali | Coppe nazionali | Coppe continentali | Coppe continentali | Coppe continentali | Supercoppe | Supercoppe | Supercoppe | Totale | Totale |
| Stagione        | Club            | Comp            | Pres       | Reti       | Comp            | Pres            | Reti            | Comp               | Pres               | Reti               | Comp       | Pres       | Reti       | Pres   | Reti   |
| --------------- | --------------- | --------------- | ---------- | ---------- | --------------- | --------------- | --------------- | ------------------ | ------------------ | ------------------ | ---------- | ---------- | ---------- | ------ | ------ |
| 2018            | Viking          | 1D              | 24         | 9          | CN              | 1               | 0               | -                  | -                  | -                  | -          | -          | -          | 25     | 9      |
| 2019            | Viking          | ES              | 21         | 8          | CN              | 4               | 2               | -                  | -                  | -                  | -          | -          | -          | 25     | 10     |
| Totale Viking   | Totale Viking   | Totale Viking   | 45         | 17         |                 | 5               | 2               |                    | -                  | -                  |            | -          | -          | 50     | 19     |
| gen.-giu. 2020  | Genk            | D1              | 8          | 1          | CB              | 0               | 0               | UCL                | 0                  | 0                  | SB         | 0          | 0          | 8      | 1      |
| 2020-2021       | Genk            | D1              | 24+6       | 3+4        | CB              | 4               | 2               | -                  | -                  | -                  | -          | -          | -          | 34     | 9      |
| 2021-2022       | Genk            | D1              | 29+6       | 5+1        | CB              | 2               | 1               | UCL+UEL            | 2+6                | 0                  | SB         | 0          | 0          | 45     | 7      |
| Totale Genk     | Totale Genk     | Totale Genk     | 61+12      | 9+5        |                 | 6               | 3               |                    | 8                  | 0                  |            | -          | -          | 87     | 17     |
| 2022-2023       | Sassuolo        | A               | 31         | 2          | CI              | 1               | 0               | -                  | -                  | -                  | -          | -          | -          | 32     | 2      |
| 2023-2024       | Sassuolo        | A               | 34         | 6          | CI              | 2               | 0               | -                  | -                  | -                  | -          | -          | -          | 36     | 6      |
| 2024-2025       | Sassuolo        | B               | 22         | 7          | CI              | 2               | 0               | -                  | -                  | -                  | -          | -          | -          | 24     | 7      |
| Totale Sassuolo | Totale Sassuolo | Totale Sassuolo | 87         | 15         |                 | 5               | 0               |                    | -                  | -                  |            | -          | -          | 92     | 15     |
| Totale carriera | Totale carriera | Totale carriera | 205        | 46         |                 | 16              | 5               |                    | 8                  | 0                  |            | 0          | 0          | 229    | 51     |

### Cronologia presenze e reti in nazionale
| Cronologia completa delle presenze e delle reti in nazionale ― Norvegia | Cronologia completa delle presenze e delle reti in nazionale ― Norvegia | Cronologia completa delle presenze e delle reti in nazionale ― Norvegia | Cronologia completa delle presenze e delle reti in nazionale ― Norvegia | Cronologia completa delle presenze e delle reti in nazionale ― Norvegia | Cronologia completa delle presenze e delle reti in nazionale ― Norvegia | Cronologia completa delle presenze e delle reti in nazionale ― Norvegia | Cronologia completa delle presenze e delle reti in nazionale ― Norvegia |
| Data                                                                    | Città                                                                   | In casa                                                                 | Risultato                                                               | Ospiti                                                                  | Competizione                                                            | Reti                                                                    | Note                                                                    |
| ----------------------------------------------------------------------- | ----------------------------------------------------------------------- | ----------------------------------------------------------------------- | ----------------------------------------------------------------------- | ----------------------------------------------------------------------- | ----------------------------------------------------------------------- | ----------------------------------------------------------------------- | ----------------------------------------------------------------------- |
| 18-11-2020                                                              | Vienna                                                                  | Austria                                                                 | 1 – 1                                                                   | Norvegia                                                                | UEFA Nations League 2020-2021 - 1º turno                                | -                                                                       | 67’                                                                     |
| 24-3-2021                                                               | Gibilterra                                                              | Gibilterra                                                              | 0 – 3                                                                   | Norvegia                                                                | Qual. Mondiali 2022                                                     | 1                                                                       |                                                                         |
| 27-3-2021                                                               | Malaga                                                                  | Norvegia                                                                | 0 – 3                                                                   | Turchia                                                                 | Qual. Mondiali 2022                                                     | -                                                                       | 67’ 80’                                                                 |
| 2-6-2021                                                                | Malaga                                                                  | Norvegia                                                                | 1 – 0                                                                   | Lussemburgo                                                             | Amichevole                                                              | -                                                                       | 85’                                                                     |
| 6-6-2021                                                                | Malaga                                                                  | Norvegia                                                                | 1 – 2                                                                   | Grecia                                                                  | Amichevole                                                              | -                                                                       | 46’                                                                     |
| 4-9-2021                                                                | Riga                                                                    | Lettonia                                                                | 0 – 2                                                                   | Norvegia                                                                | Qual. Mondiali 2022                                                     | -                                                                       | 60’                                                                     |
| 7-9-2021                                                                | Oslo                                                                    | Norvegia                                                                | 5 – 1                                                                   | Gibilterra                                                              | Qual. Mondiali 2022                                                     | 1                                                                       | 36’ 81’                                                                 |
| 8-10-2021                                                               | Istanbul                                                                | Turchia                                                                 | 1 – 1                                                                   | Norvegia                                                                | Qual. Mondiali 2022                                                     | 1                                                                       | 75’                                                                     |
| 11-10-2021                                                              | Oslo                                                                    | Norvegia                                                                | 2 – 0                                                                   | Montenegro                                                              | Qual. Mondiali 2022                                                     | -                                                                       | 64’                                                                     |
| 13-11-2021                                                              | Oslo                                                                    | Norvegia                                                                | 0 – 0                                                                   | Lettonia                                                                | Qual. Mondiali 2022                                                     | -                                                                       | 83’                                                                     |
| 16-11-2021                                                              | Rotterdam                                                               | Paesi Bassi                                                             | 2 – 0                                                                   | Norvegia                                                                | Qual. Mondiali 2022                                                     | -                                                                       | 46’                                                                     |
| 25-3-2022                                                               | Oslo                                                                    | Norvegia                                                                | 2 – 0                                                                   | Slovacchia                                                              | Amichevole                                                              | -                                                                       | 71’                                                                     |
| 29-3-2022                                                               | Oslo                                                                    | Norvegia                                                                | 9 – 0                                                                   | Armenia                                                                 | Amichevole                                                              | 1                                                                       | 72’                                                                     |
| 2-6-2022                                                                | Belgrado                                                                | Serbia                                                                  | 0 – 1                                                                   | Norvegia                                                                | UEFA Nations League 2022-2023 - 1º turno                                | -                                                                       | 75’                                                                     |
| 5-6-2022                                                                | Solna                                                                   | Svezia                                                                  | 1 – 2                                                                   | Norvegia                                                                | UEFA Nations League 2022-2023 - 1º turno                                | -                                                                       | 75’                                                                     |
| 9-6-2022                                                                | Oslo                                                                    | Norvegia                                                                | 0 – 0                                                                   | Slovenia                                                                | UEFA Nations League 2022-2023 - 1º turno                                | -                                                                       | 46’ 76’                                                                 |
| 12-6-2022                                                               | Oslo                                                                    | Norvegia                                                                | 3 – 2                                                                   | Svezia                                                                  | UEFA Nations League 2022-2023 - 1º turno                                | -                                                                       | 66’                                                                     |
| 24-9-2022                                                               | Lubiana                                                                 | Slovenia                                                                | 2 – 1                                                                   | Norvegia                                                                | UEFA Nations League 2022-2023 - 1º turno                                | -                                                                       | 37’ 61’                                                                 |
| 28-3-2023                                                               | Batumi                                                                  | Georgia                                                                 | 1 – 1                                                                   | Norvegia                                                                | Qual. Euro 2024                                                         | -                                                                       | 90+5’                                                                   |
| 17-6-2023                                                               | Oslo                                                                    | Norvegia                                                                | 1 – 2                                                                   | Scozia                                                                  | Qual. Euro 2024                                                         | -                                                                       | 84’                                                                     |
| 20-6-2023                                                               | Oslo                                                                    | Norvegia                                                                | 3 – 1                                                                   | Cipro                                                                   | Qual. Euro 2024                                                         | -                                                                       | 74’                                                                     |
| 12-10-2023                                                              | Larnaca                                                                 | Cipro                                                                   | 0 – 4                                                                   | Norvegia                                                                | Qual. Euro 2024                                                         | -                                                                       | 77’                                                                     |
| 15-10-2023                                                              | Oslo                                                                    | Norvegia                                                                | 0 – 1                                                                   | Spagna                                                                  | Qual. Euro 2024                                                         | -                                                                       | 77’                                                                     |
| 16-11-2023                                                              | Oslo                                                                    | Norvegia                                                                | 2 – 0                                                                   | Fær Øer                                                                 | Amichevole                                                              | -                                                                       |                                                                         |
| 19-11-2023                                                              | Glasgow                                                                 | Scozia                                                                  | 3 – 3                                                                   | Norvegia                                                                | Qual. Euro 2024                                                         | -                                                                       | 60’                                                                     |
| 22-3-2024                                                               | Oslo                                                                    | Norvegia                                                                | 1 – 2                                                                   | Rep. Ceca                                                               | Amichevole                                                              | -                                                                       | 46’                                                                     |
| 26-3-2024                                                               | Oslo                                                                    | Norvegia                                                                | 1 – 1                                                                   | Slovacchia                                                              | Amichevole                                                              | -                                                                       | 62’                                                                     |
| 5-6-2024                                                                | Oslo                                                                    | Norvegia                                                                | 3 – 0                                                                   | Kosovo                                                                  | Amichevole                                                              | -                                                                       | 46’                                                                     |
| 9-9-2024                                                                | Oslo                                                                    | Norvegia                                                                | 2 – 1                                                                   | Austria                                                                 | UEFA Nations League 2024-2025 - 1º turno                                | -                                                                       | 67’                                                                     |
| 14-11-2024                                                              | Lubiana                                                                 | Slovenia                                                                | 1 – 4                                                                   | Norvegia                                                                | UEFA Nations League 2024-2025 - 1º turno                                | -                                                                       | 60’                                                                     |
| 17-11-2024                                                              | Oslo                                                                    | Norvegia                                                                | 5 – 0                                                                   | Kazakistan                                                              | UEFA Nations League 2024-2025 - 1º turno                                | -                                                                       | 62’                                                                     |
| Totale                                                                  |                                                                         | Presenze                                                                | 31                                                                      |                                                                         | Reti                                                                    | 4                                                                       |                                                                         |

## Palmarès

### Club

#### Competizioni nazionali
- Coppa di Norvegia: 1

Viking: 2019
- 1. divisjon: 1

Viking: 2018
- Coppa del Belgio: 1

Genk: 2020-2021
- Campionato italiano di Serie B: 1

Sassuolo: 2024-2025